# Região Geográfica Intermediária de Serra Talhada
A Região Geográfica Intermediária de Serra Talhada é uma das quatro regiões intermediárias do estado brasileiro de Pernambuco e uma das 134 regiões intermediárias do Brasil, criadas pelo Instituto Brasileiro de Geografia e Estatística (IBGE) em 2017. É composta por 25 municípios, distribuídos em duas regiões geográficas imediatas.
Sua população total estimada pelo Instituto Brasileiro de Geografia e Estatística (IBGE) para 1º de julho de 2018 é de 515 026 habitantes, distribuídos em uma área total de 19 562,552 km².
Serra Talhada é o município mais populoso da região intermediária, com 85 774 habitantes, de acordo com estimativas de 2018 do Instituto Brasileiro de Geografia e Estatística (IBGE).

## Regiões geográficas imediatas
| Região geográfica imediata                          | Municípios | População Estimativa 2018 | Área (km²) |
| --------------------------------------------------- | --- | ------------------------- | ---------- |
| Região Geográfica Imediata de Serra Talhada         | Betânia Calumbi Carnaubeira da Penha Flores Floresta Jatobá Mirandiba Petrolândia Santa Cruz da Baixa Verde São José do Belmonte Serra Talhada Tacaratu Triunfo | 325 564                   | 15 248,987 |
| Região Geográfica Imediata de Afogados da Ingazeira | Afogados da Ingazeira Brejinho Carnaíba Iguaracy Ingazeira Itapetim Quixaba Santa Terezinha São José do Egito Solidão Tabira Tuparetama                         | 189 462                   | 4 313,565  |
| Total                                               | 25 | 515 026                   | 19 562,552 |